# تپه مورچی ۳
تپه مورچی ۳ مربوط به عصر مفرغ - دوره سلجوقیان است و در شهرستان کرمانشاه، بخش مرکزی، دهستان بالادربند، ۱ کیلومتری جنوب شرق روستای کول بلاغ واقع شده و این اثر در تاریخ ۲۷ اسفند ۱۳۸۷ با شمارهٔ ثبت ۲۶۴۶۱ به‌عنوان یکی از آثار ملی ایران به ثبت رسیده است.